# Neckartailfingen
Neckartailfingen è un comune tedesco di 3 891 abitanti, situato nel land del Baden-Württemberg.